# Король бубён
«Коро́ль бубён» — короткометражный игровой фильм, снятый на студии «Моснаучфильм» в 1958 году. В главных ролях снялись Ольга Бган, Михаил Яншин и Всеволод Ларионов.

## Сюжет
Молодые люди Саша и Катя влюблены друг в друга и собираются пожениться, но перед свадьбой жених уезжает в командировку. Перед самым отъездом невеста обижается на Сашу и считает, что во всём виноваты приметы — соль рассыпалась. Торопясь на вокзал проводить жениха, Катя замечает и другие приметы — кошка перебежала дорогу, женщина пронесла пустые вёдра — и Катя, опоздав и не успев попрощаться с Сашей, обвиняет во всём приметы. Пока Саша в командировке, Катя переживает и, наконец, не выдержав, катина суеверная мать идёт к гадалке, которая нагадала паре долгую разлуку. Но Саша возвращается и мирится с Катей, а гадалка попадает в милицию.

## В ролях
- Ольга Бган — Катя
- Всеволод Ларионов — Саша
- Елена Максимова — мать Кати
- Ева Милютина — гадалка
- Михаил Яншин — муж гадалки